# Нюкжа
Ню̀кжа е река в Азиатската част на Русия, Източен Сибир, Забайкалски край и Амурска област, десен приток на Ольокма (от басейна на Лена). Дължината ѝ е 583 km, която ѝ отрежда 146-о място по дължина сред реките на Русия.
През есента на 1649 г. руският първопроходец Ерофей Хабаров по време на пътешествието си към река Амур се изкачва нагоре по река Ольокма до устието на Тунгир и открива устието на Нюкжа. В средата на 50-те години на ХVІІ в. търговецът на ценни животински кожи Курбат Иванов близо 3 години пребивава в басейна на река Ольокма и прави първото описание на долното течение на река Нюкжа.
Река Нюкжа води началото си от северния склон на Нюкжинския хребет (странично разклонение на Урушинския хребет) в планината Ольокмински Становик, на 1070 m н.в., в най-източната част на Забайкалски край. По цялото си протежение Нюкжа е типична планинска река с тясна криволичеща долина със стръмни склонове. Първите 330 km (до устието на река Средна Ларба) реката тече в североизточна посока през източната част на планината Ольокмински Становик, след което завива на северозапад и в тясна долина с множество прагове и бързеи се „промъква“ между североизточните хребети на планината Ольокмински Становик на югозапад и крайните западни части на Становия хребет на североизток. Влива отдясно в река Ольокма (от басейна на Лена), при нейния 631 km, на 397 m н.в., при село Уст Нюкжа, Амурска област.
Водосборният басейн на Нюкжа има площ от 32,1 хил. km2, което представлява 15,29% от водосборния басейн на река Ольокма и се простира в крайната източна част на Забайкалски край и северозападната част на Амурска област.
Границите на водосборния басейн на реката са следните:
- на запад – водосборните басейни на река Тунгир и други по-малки десни притоци на Ольокма;
- на север – водосборния басейн на река Алдан, десен приток на Лена;
- на юг – водосборния басейн на река Амур, вливаща се в Охотско море.

Река Нюкжа получава над 60 притока с дължина над 15 km, като 7 от тях са с дължина над 100 km:
- 353 → Голям Елгакан 140 / 1550, Амурска област
- 277 ← Горна Ларба 175 / 2960, Амурска област
- 253 ← Средна Ларба 150 / 2890, при село Ларба, Амурска област
- 235 → Малак Елгакан 108 / –, Амурска област
- 200 → Лопча 243 / 3980, при село Лопча, Амурска област
- 175 ← Долна Ларба 177 / 4480, на 8 km северозападно от село Лопча, Амурска област
- 123 ← Чилчи 128 / 2140, на 6 km северозападно от село Чилчи, Амурска област

Подхранването на реката е смесено, като преобладава дъждовното. Пълноводието на реката е разтегнато във времето от май до септември, а маловодието продължава от ноември до април, като през този период се формира до 95% от оттока на реката. През лятото често се наблюдават катастрофални дъждовни прииждания на Нюкжа. Среден многогодишен отток при село Лопчи (на 187 km от устието) 310 m3/s, което като обем представлява 9,784 km3/год. Нюкжа замръзва през октомври, а се размразява през май, като в горното течение замръзва до дъно.
По течението на реката са разположени шест села в Амурска област: Уст Уркима, Ларба, Лопча, Чилчи, Юктали и Уст Нюкжа. В Забайкалски край по течението ѝ няма населени места.
Поради планинския си характер Нюкжа е притегателно място за развиване на речен туризъм – рафтинг. Между селата Юктали и Ларба, на протежение на повече от 200 km по долината на реката преминава участък от трасето на Байкало-Амурска железопътна магистрала